# 24 години Ле-Мана

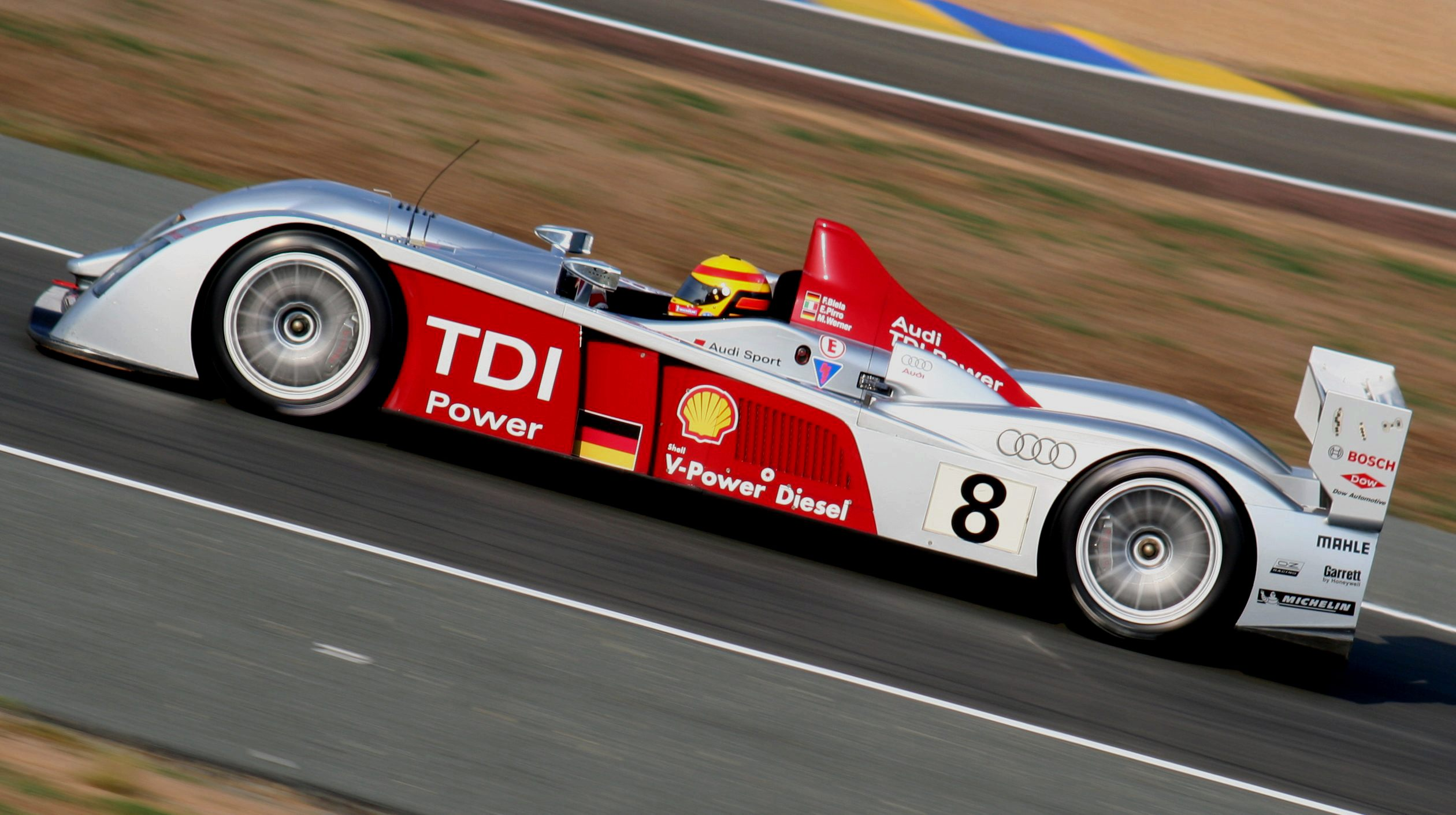
Audi R10 # 8 переможець 2006 року

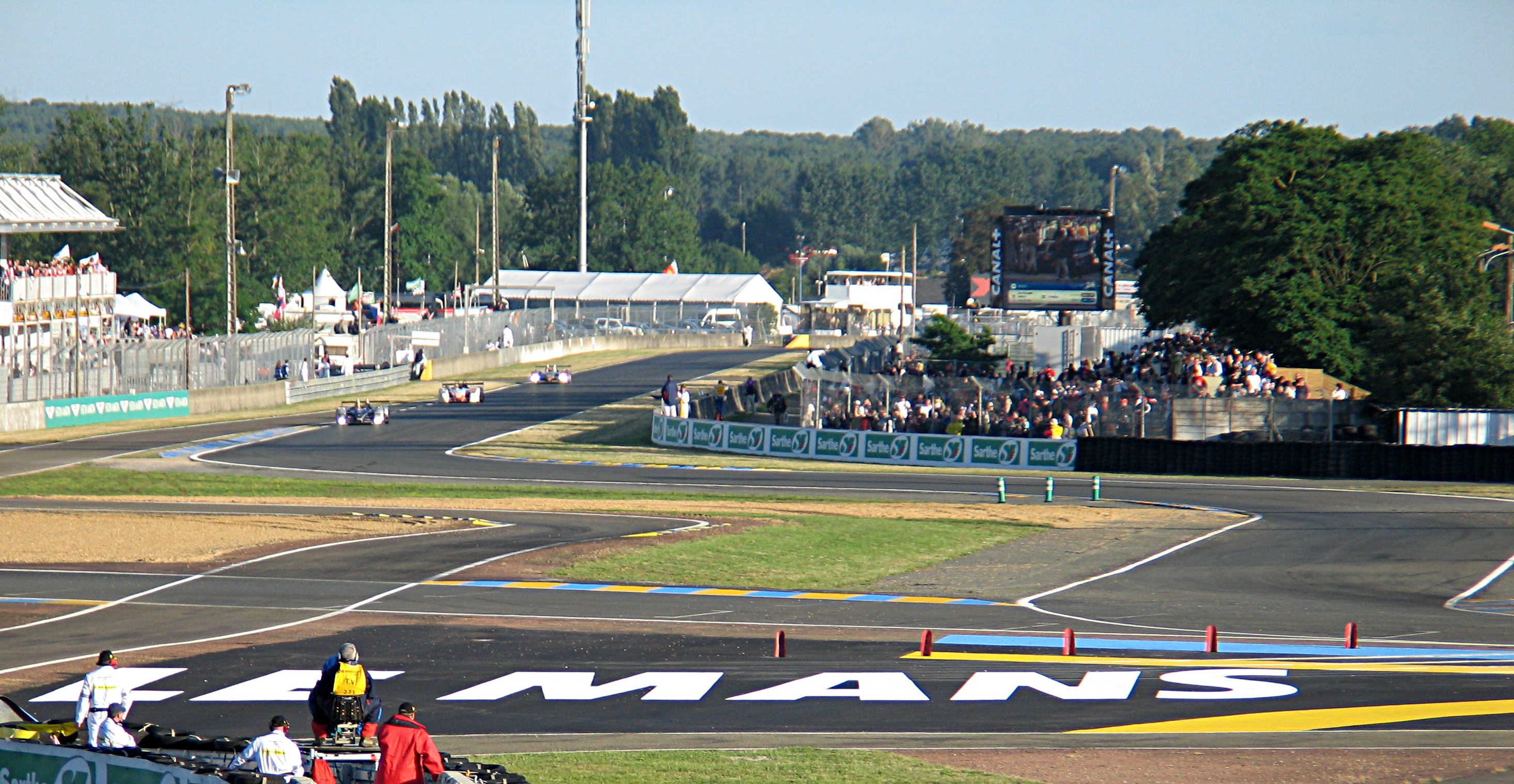
Траса Сарто

Ле-Ман: карта траси

24 Години Ле-Мана (фр. 24 Heures du Mans) — найвідоміші автомобільні перегони на витривалість, що проходять щорічно недалеко від французького міста Ле-Ман. Організатором змагання виступає Західний автоспортивний клуб Франції (фр. Automobile Club de l'Ouest, ACO). Перші перегони відбулися 26—27 травня 1923 року, надалі змагання проходили в червні (за винятком 1968 р., коли через студентську революцію були перенесені на вересень). Перегони не проводилися в 1936 р. (через загальний страйк) та 1940—1948 рр. (з причини  Другої світової війни). 
Змагання проходять на трасі Сарт (фр. Circuit de la Sarthe), довжина якої після останньої модифікації 2018 становить 13 626 метрів (13,6 км). Більша частина дистанції прокладена звичайними дорогами (в т. ч. пряма Мюльсанн), в решту пори року використовуються для пересування транспорту; деякі ділянки були побудовані спеціально для перегонів. 
У перегонах беруть участь близько 60 (у 2019 році список учасників був розширений до 62-х машин) автомобілів, що стартують одночасно. Переможцем оголошується екіпаж, автомобіль якого пройшов за 24 години найбільшу відстань.

## Мета
У той час, коли перегони Гран-прі відбувалися по всій Європі, Ле-Ман задумувався як своєрідне випробування для автоспорту. Метою виробників мало стати виробництво не тільки найшвидших, але й надійних автомобілів. Крім того, таке випробування сприяло розвитку паливноощадних технологій.

## Виробники
Найуспішнішою маркою в історії Ле-Мана є Porsche. Німецькі автомобілі перемагали тут 19 разів, включно з серією з семи перемог поспіль — з 1981 по 1987 рік. Слідом за Porsche йде Ferrari з дев'ятьма тріумфами. Італійці також можуть похвалитися тривалою переможною серією (1960-1965 рр.). Найбільш захопливою дуеллю тих часів було протистояння  Ford та Ferrari. Японські виробники за всі роки виступів здобули дві перемоги. Першою японською компанією, яка може похвалитися перемогою у 24-годинних перегонах, є Mazda, її успіх датується 1991 роком. До 2018 року, зовсім трохи не вистачало Toyota для досягнення подібного успіху. Технічні проблеми, що виникли в останню годину перегонів 1999 року (вибух задньої лівої шини) відкинули прототип з Японії на друге місце. А в 2016, японський автомобіль, перебуваючи на першому місці, зійшов за 3 хвилини до фінішу через проблеми з двигуном. І лише в 2018 році Тойоті нарешті вдалося здобути свою першу перемогу.    
Останнім часом спостерігалося домінування Porsche. Проте німецький виробник оголосив про завершення виступів в основному класі перегонів на витривалість (LMP1) після закінчення чемпіонату 2017 року.

## Переможці Ле- Мана з 1923

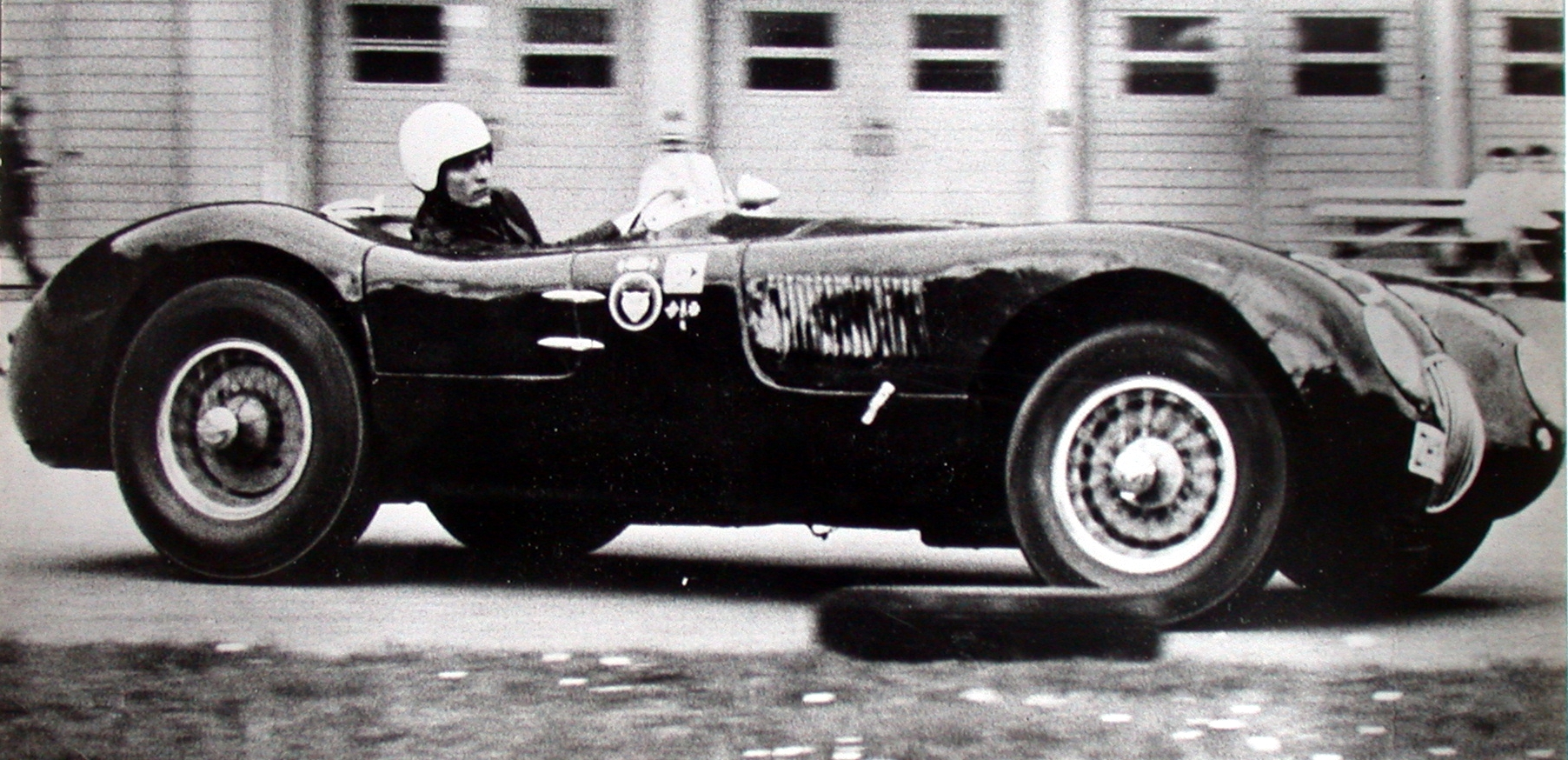
Jaguar C-Type Chassis XKC 045

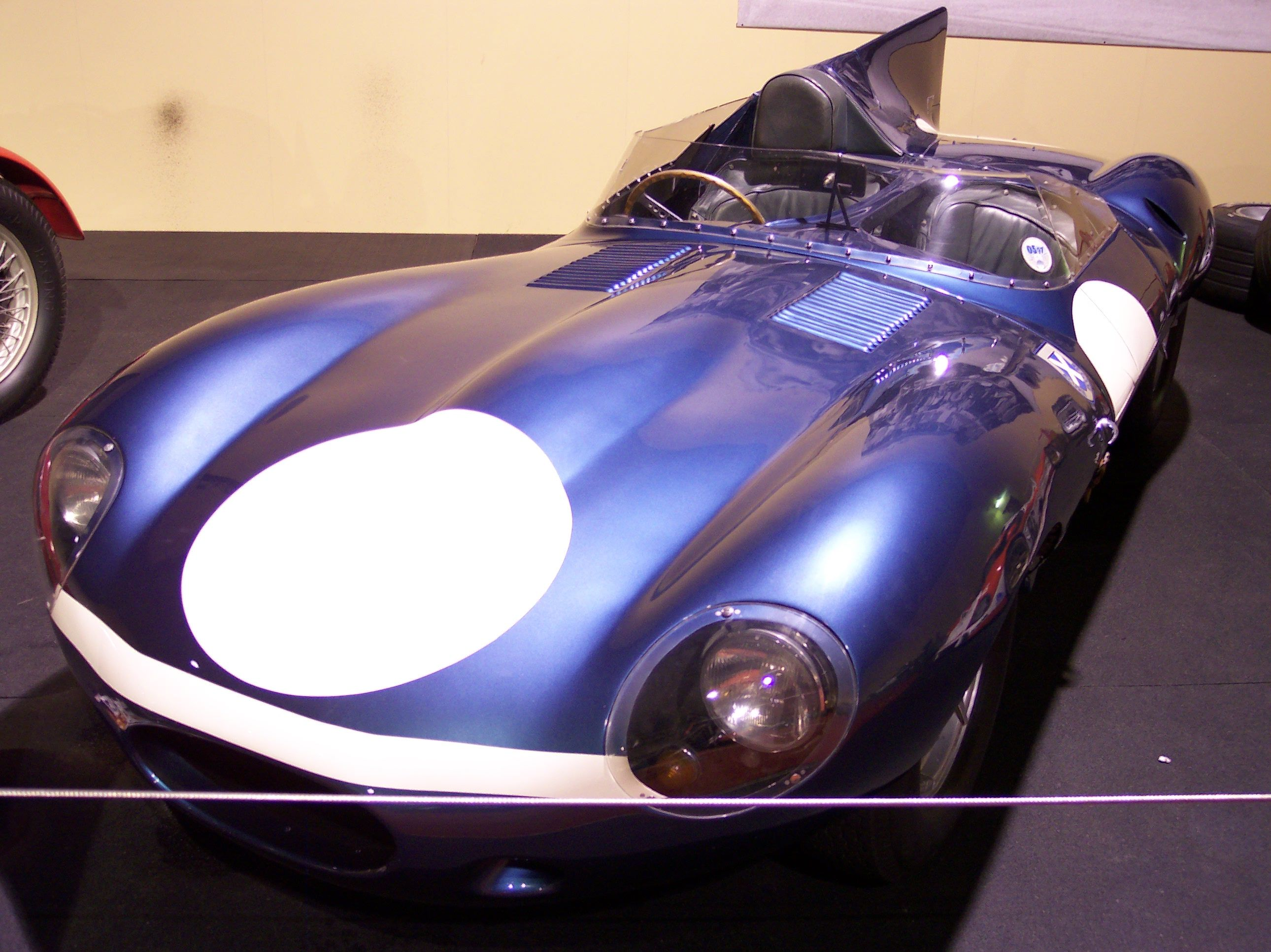
1956: Jaguar D-Type

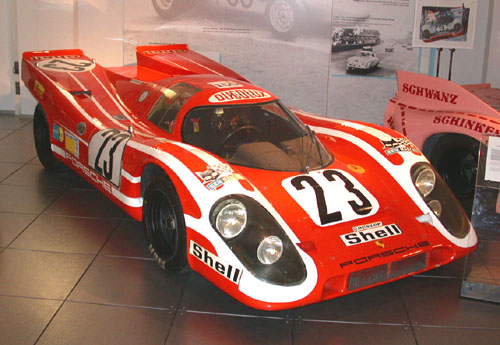
1970: Porsche 917 Coupé

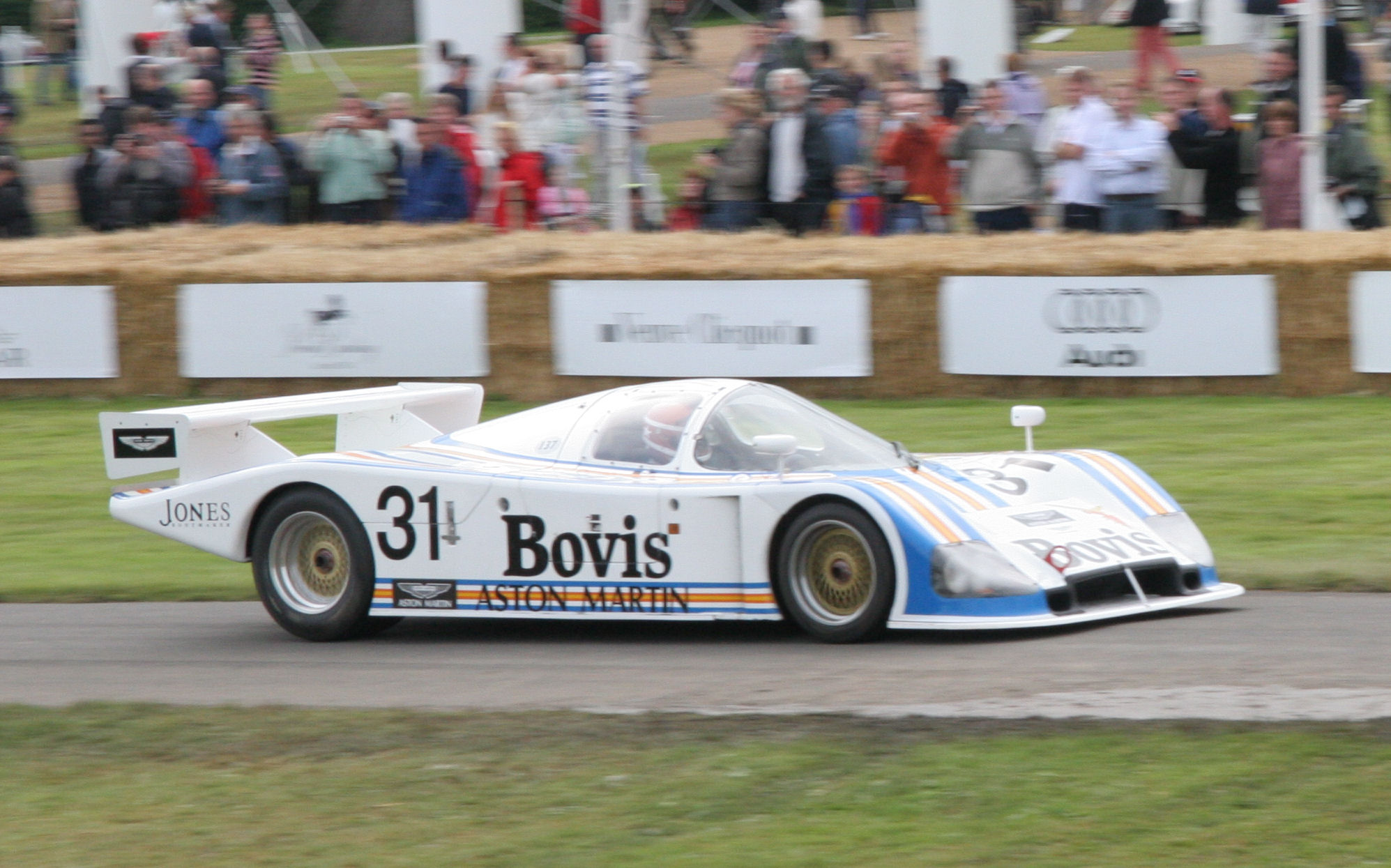
1984: Nimrod NRA/C2 Aston Martin

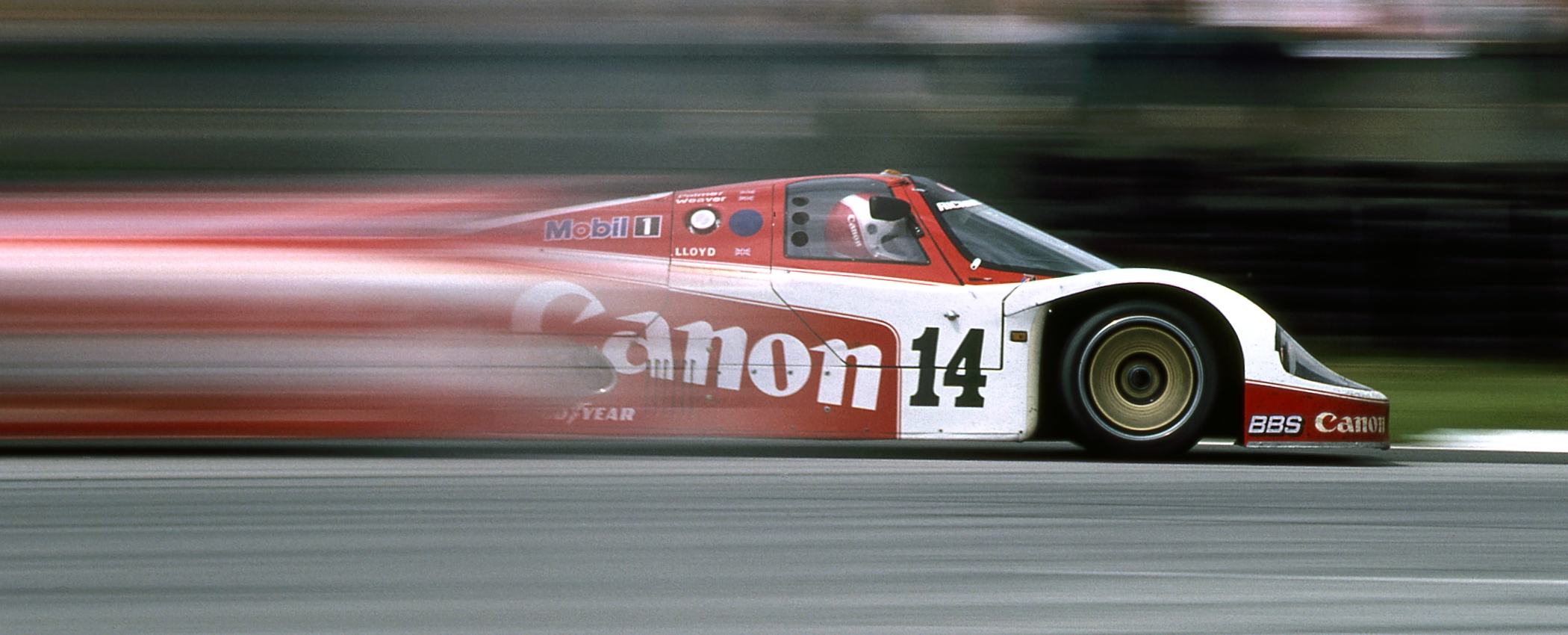
1985: Porsche 956C

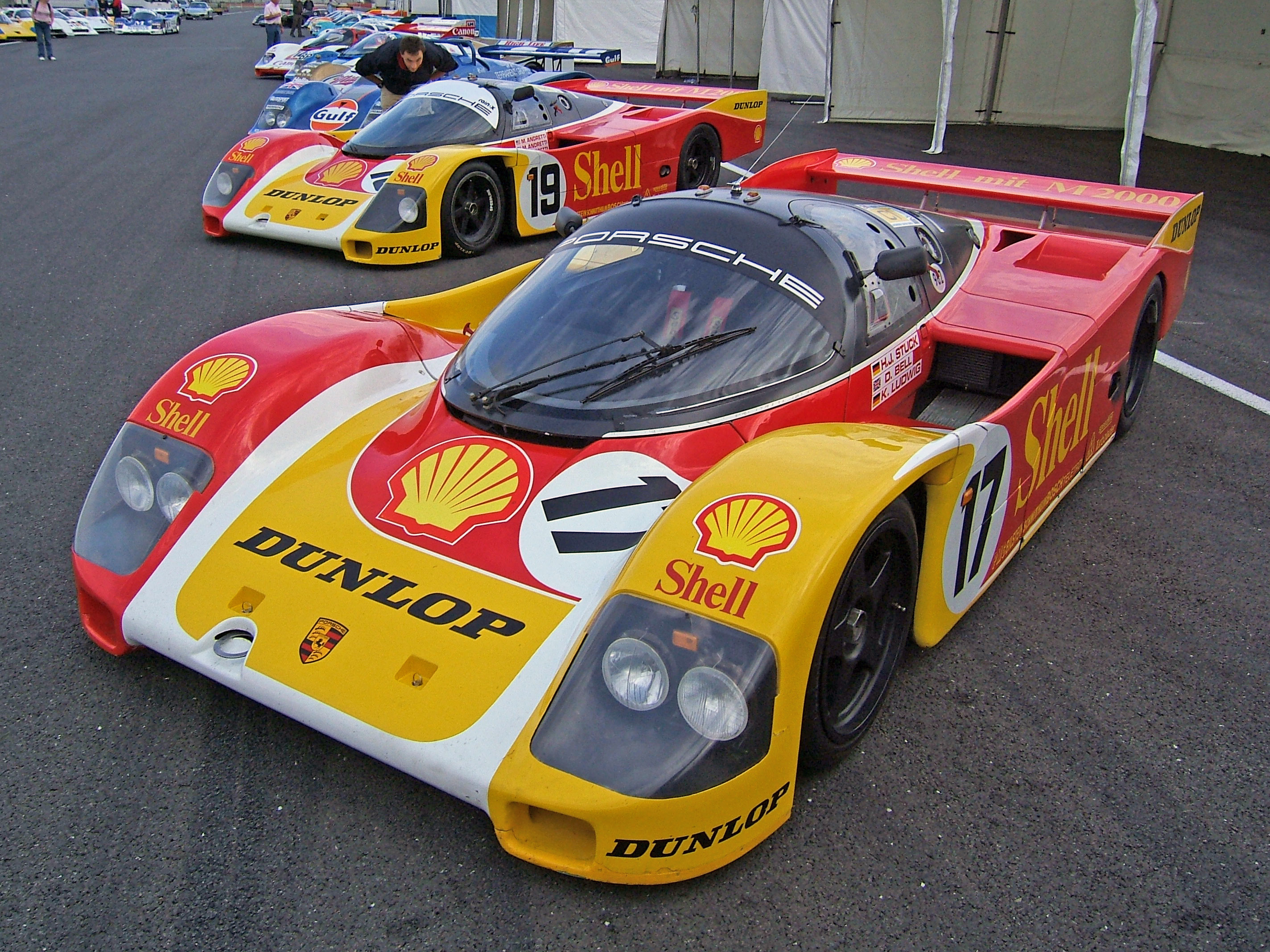
1987: Porsche 962C (Абсолютний переможець)

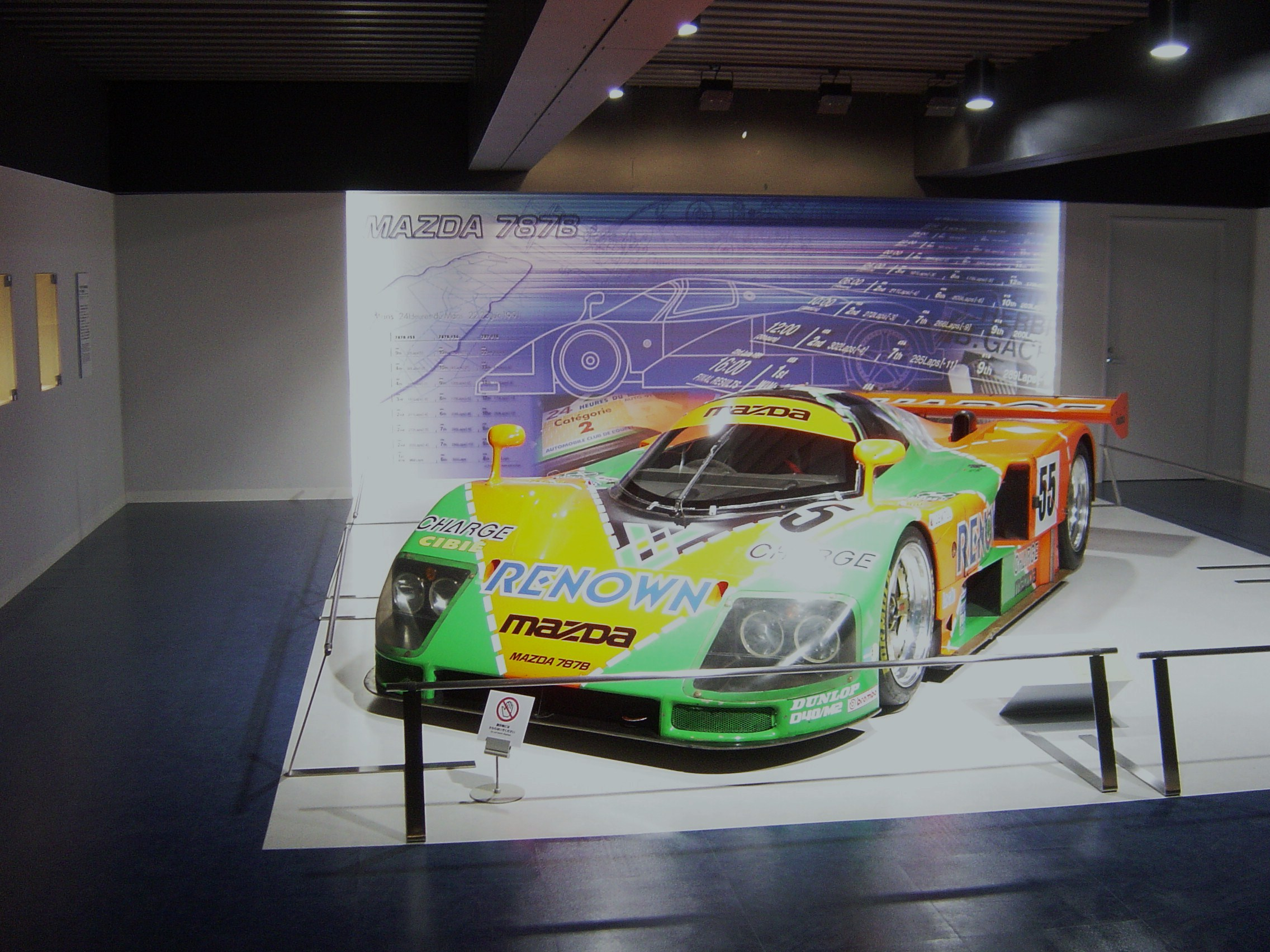
1991: Mazda 787B

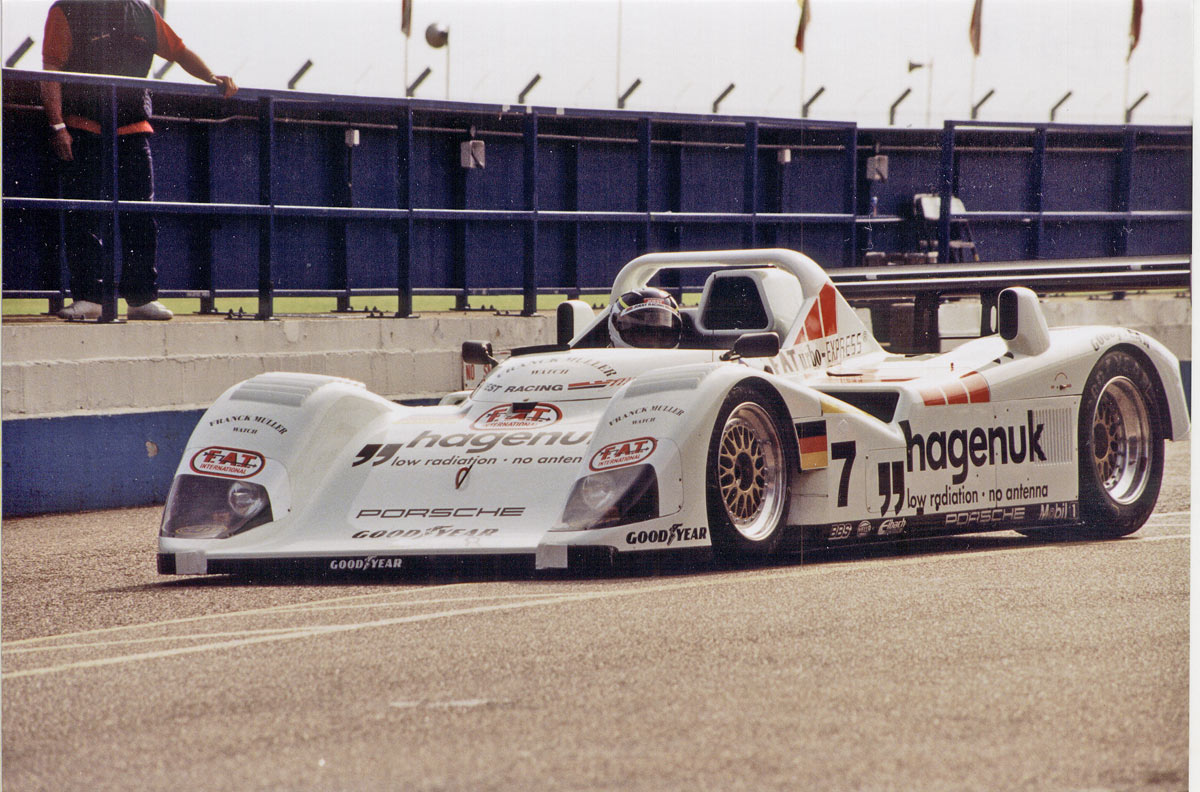
1997: TWR Porsche WSC95 (Абсолютний переможець)

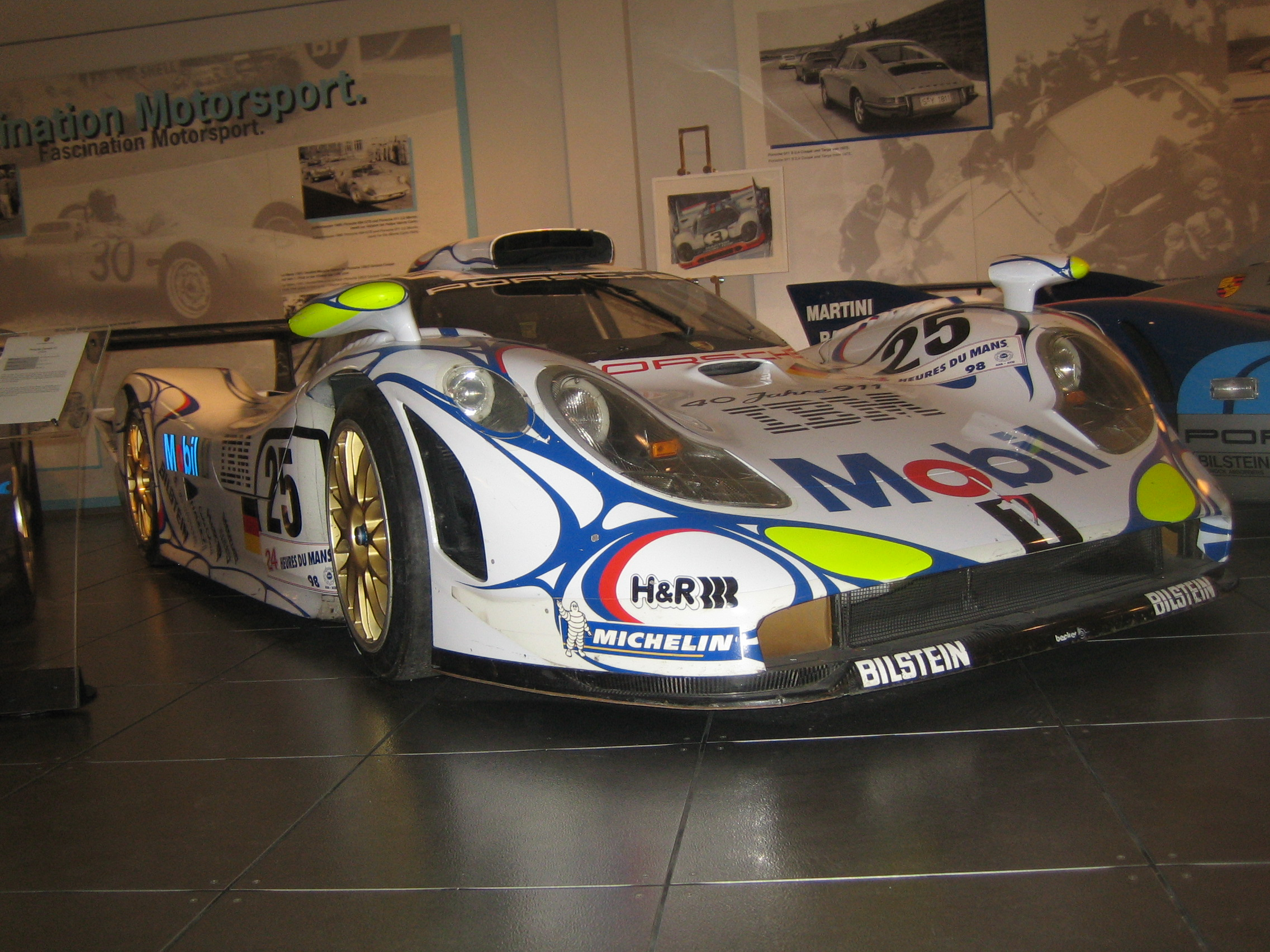
1998: Porsche 911 GT1 ’98

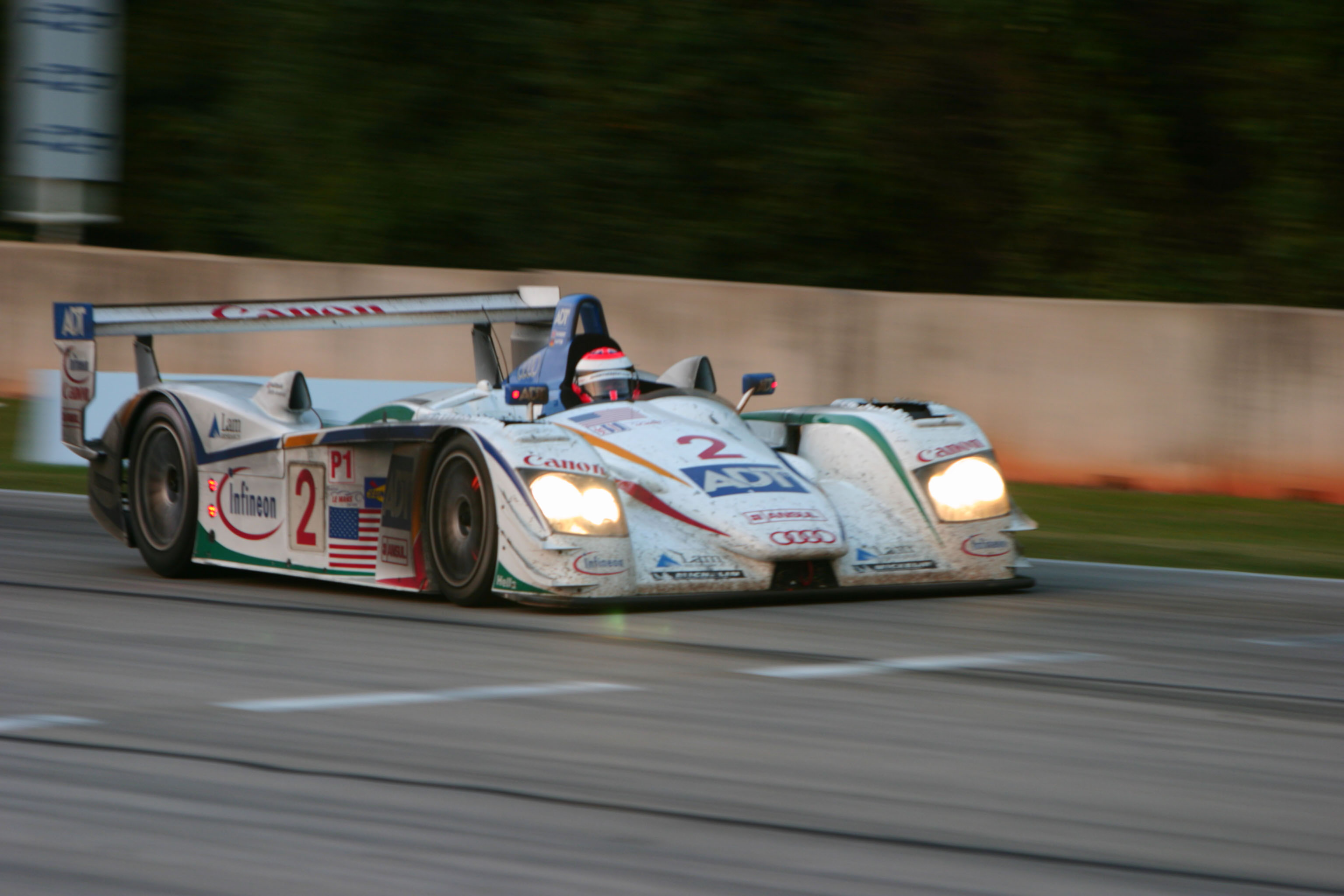
2004: Audi R8

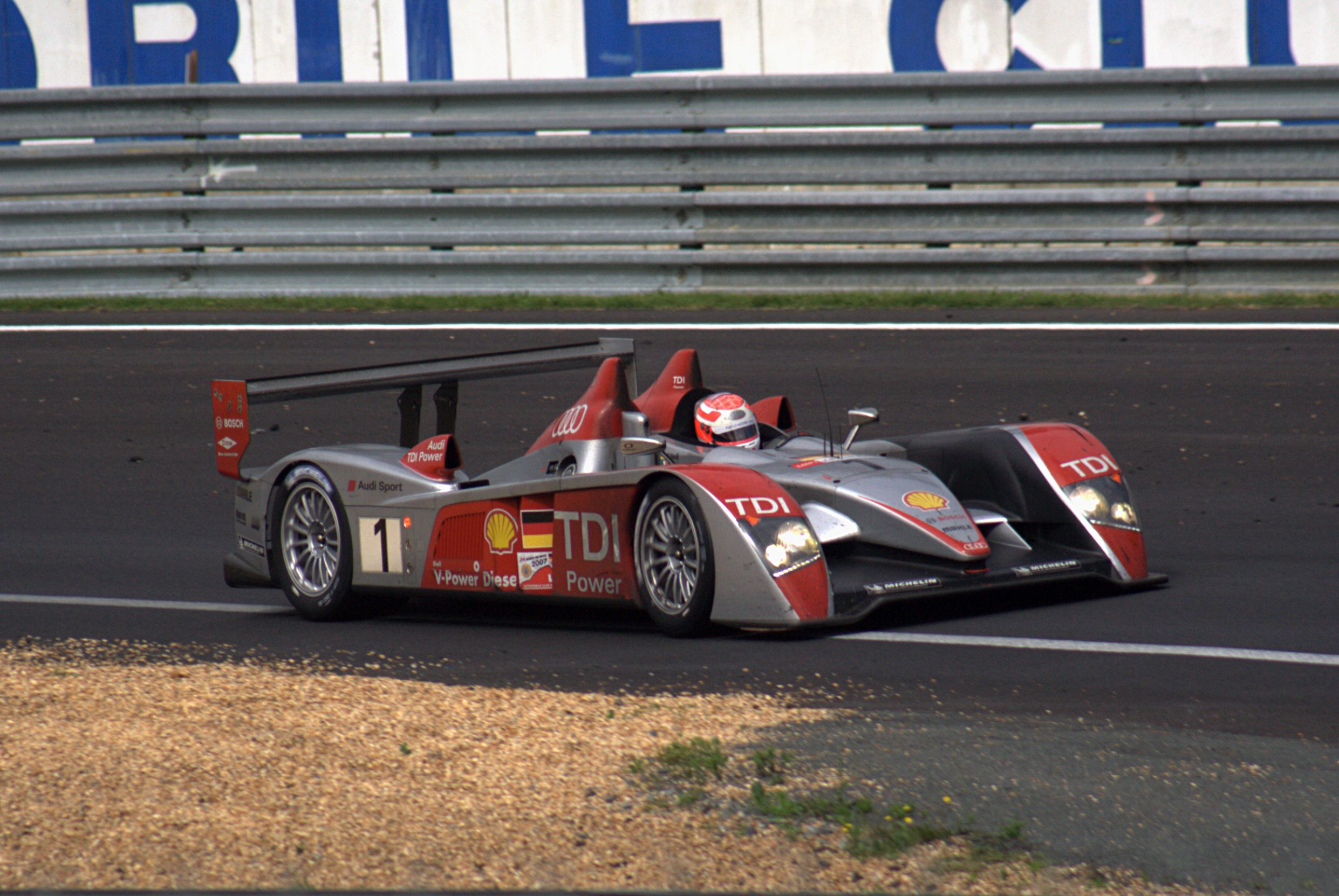
2007: Audi R10 TDI (Абсолютний переможець)

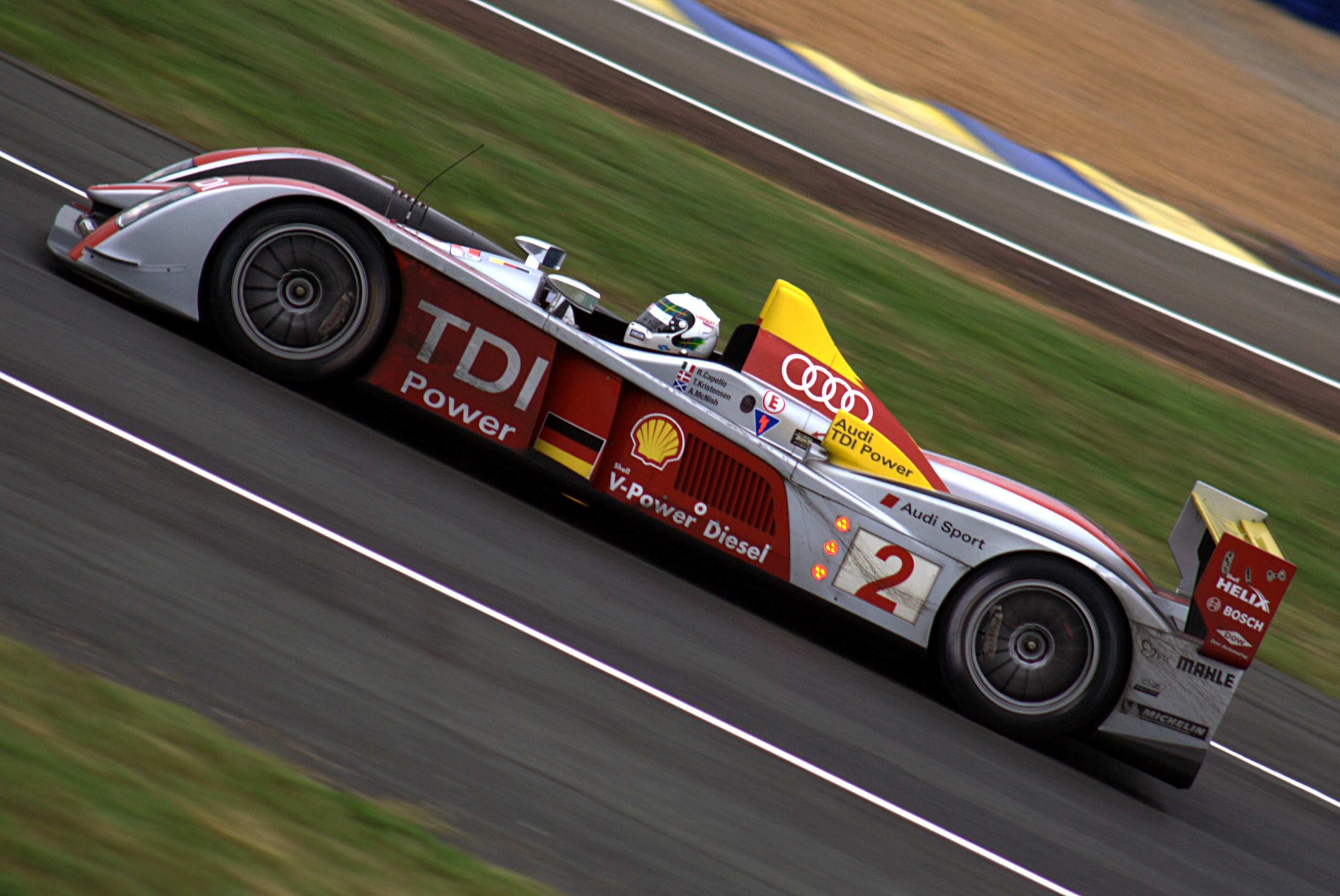
2008: Audi R10 TDI (Абсолютний переможець)

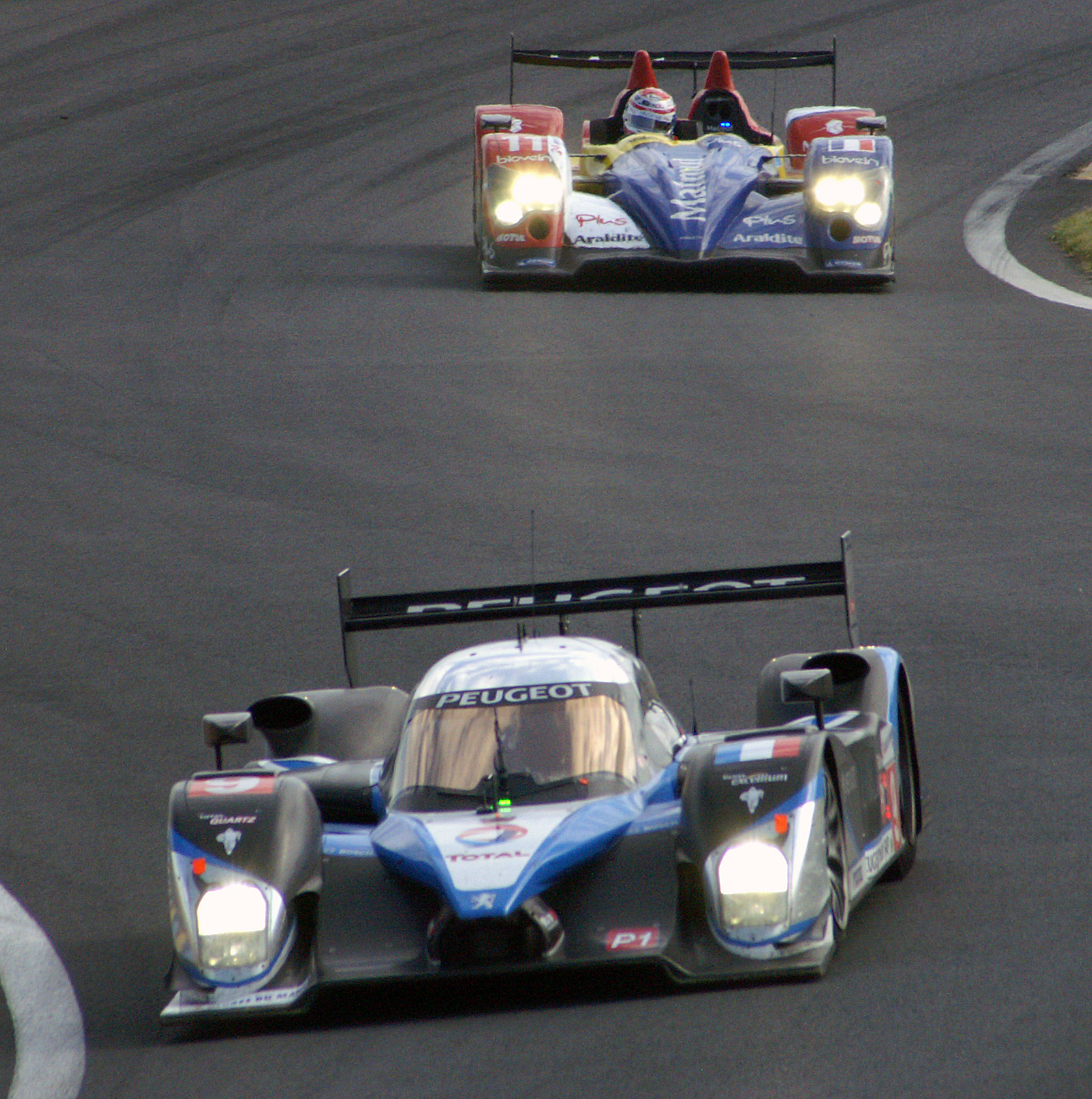
2009: Peugeot 908 HDi FAP (Абсолютний переможець) від ORECA 01

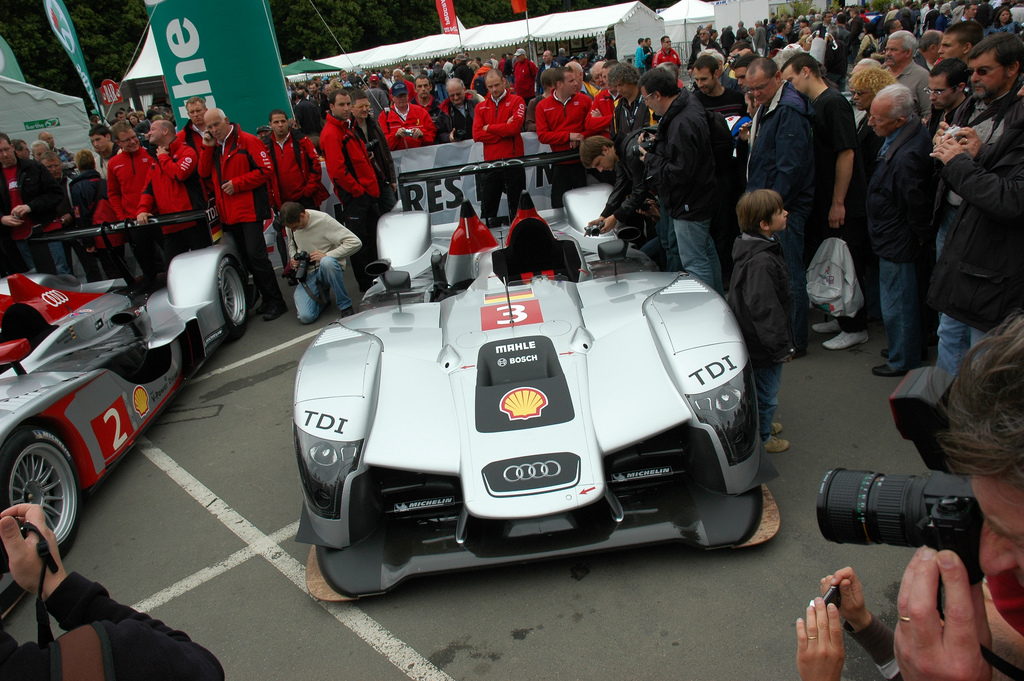
2010: Audi-R15-TDI (Абсолютний переможець) від Audi

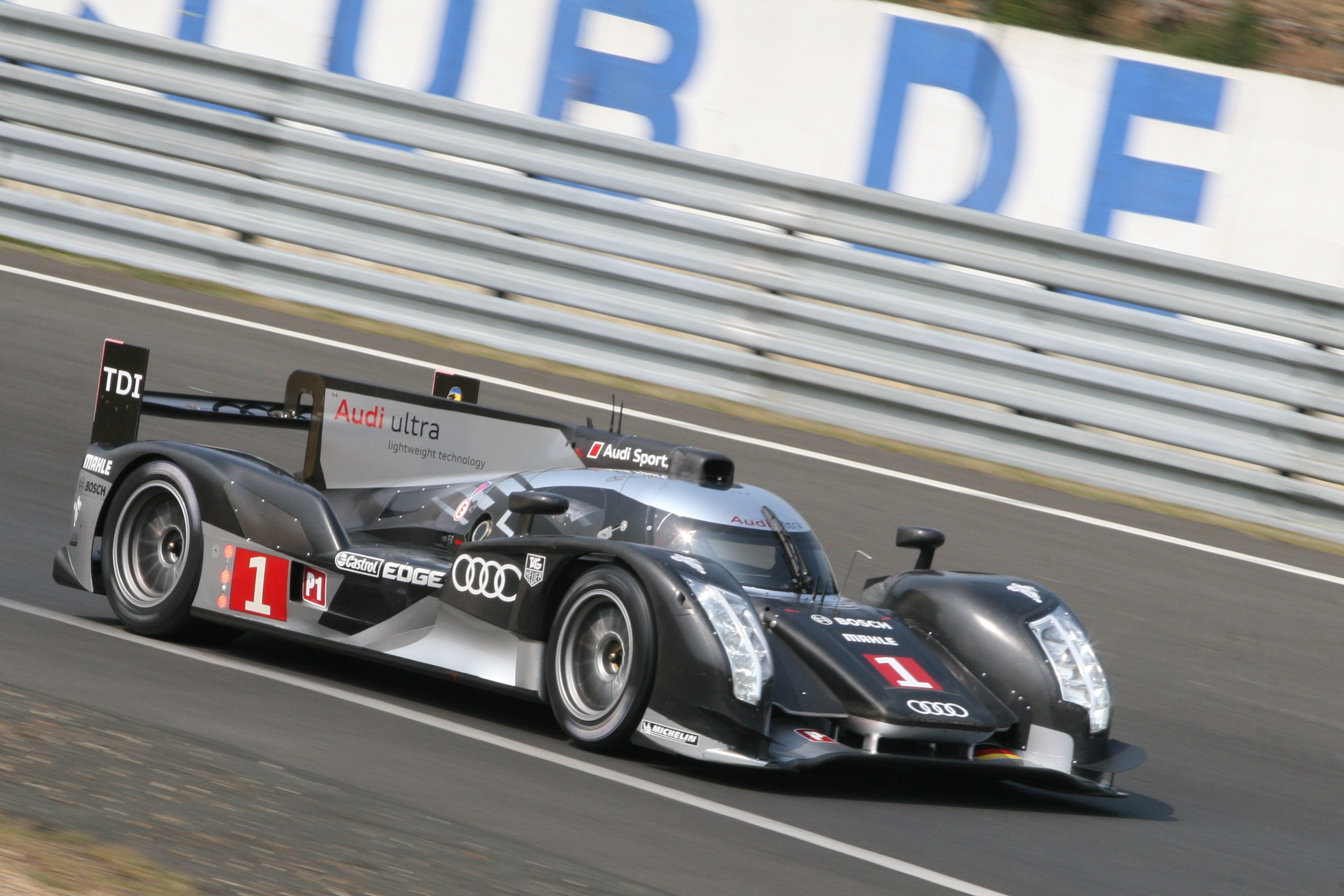
2011: Audi-R18-TDI (Абсолютний переможець) від Audi

| Рік          | Пілоти                                                                  | Команда                                                                 | Автомобіль                                                              | Кількість Кіл                                                           | Дистанція                                                               |
| ------------ | ----------------------------------------------------------------------- | ----------------------------------------------------------------------- | ----------------------------------------------------------------------- | ----------------------------------------------------------------------- | ----------------------------------------------------------------------- |
| 2024         | Антоніо Фуоко Мігель Моліна Ніклас Нільсен                              | Ferrari – AF Corse                                                      | Ferrari 499P                                                            | 311                                                                     | 4237.54 км                                                              |
| 2023         | Джеймс Каладо Антоніо Джовінацці Алессандро П'єр Гвіді                  | Ferrari – AF Corse                                                      | Ferrari 499P                                                            | 342                                                                     | 4660.1 км                                                               |
| 2022         | Себастьєн Буемі Брендон Гартлі Рьо Хіракава                             | Toyota Gazoo Racing                                                     | Toyota GR010 Hybrid                                                     | 380                                                                     | 5177.17 км                                                              |
| 2021         | Майк Конвей Камуї Кобаясі Хосе Марія Лопес                              | Toyota Gazoo Racing                                                     | Toyota GR010 Hybrid                                                     | 371                                                                     | 5054.5 км                                                               |
| 2020         | Себастьєн Буемі Брендон Гартлі Кадзукі Накадзіма                        | Toyota Gazoo Racing                                                     | Toyota TS050 Hybrid                                                     | 387                                                                     | 5272.46 км                                                              |
| 2019         | Кадзукі Накадзіма Фернандо Алонсо Себастьєн Буемі                       | Toyota Gazoo Racing                                                     | Toyota TS050 Hybrid                                                     | 385                                                                     | 5246,01 км                                                              |
| 2018         | Кадзукі Накадзіма Фернандо Алонсо Себастьєн Буемі                       | Toyota Gazoo Racing                                                     | Toyota TS050 Hybrid                                                     | 388                                                                     | 5286,88 км                                                              |
| 2017         | Брендон Гартлі Тімо Бернгард Ерл Бамбер                                 | Porsche Team                                                            | Porsche 919 Hybrid                                                      | 367                                                                     | 5009,55 км                                                              |
| 2016         | Роман Дюма Ніл Яні Марк Ліб                                             | Porsche Team                                                            | Porsche 919 Hybrid                                                      | 384                                                                     | 5233,53 км                                                              |
| 2015         | Ніко Гюлькенберг Ерл Бамбер Нік Тенді                                   | Porsche Team                                                            | Porsche 919 Hybrid                                                      | 395                                                                     | 5383,46 км                                                              |
| 2014         | Марсель Фьосслер Андре Лоттерер Бенуа Трелуа                            | Audi Sport Team Joest                                                   | Audi R18 e-tron quattro                                                 | 379                                                                     | 5165,39 км                                                              |
| 2013         | Том Крістенсен Алан МакНіш Люк Дюваль                                   | Audi Sport Team Joest                                                   | Audi R18 e-tron quattro                                                 | 348                                                                     | 4750,2 км                                                               |
| 2012         | Марсель Фьосслер Андре Лоттерер Бенуа Трелуа                            | Audi Sport Team Joest                                                   | Audi R18 e-tron quattro                                                 | 378                                                                     | 5159,7 км                                                               |
| 2011         | Марсель Фьосслер Андре Лоттерер Бенуа Трелуа                            | Audi Sport North America                                                | Audi R18 TDI                                                            | 355                                                                     | 4838.30 км                                                              |
| 2010         | Майк Роккенфеллер Тімо Бернхард Ромен Дюма                              | Audi Sport North America                                                | Audi R15 TDI plus                                                       | 397                                                                     | 5410.71 км                                                              |
| 2009         | Девід Бребем Марк Жене Александер Вурц                                  | Peugeot Sport Total                                                     | Peugeot 908 HDi FAP                                                     | 382                                                                     | 5206.27 км                                                              |
| 2008         | Том Кристенсен Алан МакНіш Ринальдо Капелло                             | Audi Sport North America                                                | Audi R10 TDI                                                            | 381                                                                     | 5192.65 км                                                              |
| 2007         | Франк Біла Еммануелє Пірро Марко Вернер                                 | Audi Sport North America                                                | Audi R10 TDI                                                            | 369                                                                     | 5036.85 км                                                              |
| 2006         | Франк Біла Еммануелє Пірро Марко Вернер                                 | Audi Sport Team Joest                                                   | Audi R10 TDI                                                            | 380                                                                     | 5187 км                                                                 |
| 2005         | Юркі Ярвілехто Марко Вернер Том Кристенсен                              | ADT Champion Racing                                                     | Audi R8                                                                 | 370                                                                     | 5050.5 км                                                               |
| 2004         | Сэйдзи Ара Том Кристенсен Ринальдо Капелло                              | Audi Sport Japan Team Goh                                               | Audi R8                                                                 | 379                                                                     | 5169.9 км                                                               |
| 2003         | Том Кристенсен Ринальдо Капелло Гай Сміт                                | Team Bentley                                                            | Bentley Speed 8                                                         | 377                                                                     | 5146.05 км                                                              |
| 2002         | Франк Біла Том Кристенсен Еммануелє Пірро                               | Audi Sport Team Joest                                                   | Audi R8                                                                 | 375                                                                     | 5118.75 км                                                              |
| 2001         | Франк Біла Том Кристенсен Еммануелє Пірро                               | Audi Sport Team Joest                                                   | Audi R8                                                                 | 321                                                                     | 4381.65 км                                                              |
| 2000         | Франк Біла Том Кристенсен Еммануелє Пірро                               | Audi Sport Team Joest                                                   | Audi R8                                                                 | 368                                                                     | 5007.99 км                                                              |
| 1999         | Пьєрлуїджі Мартіні Яннік Дальма Йоахім Вінкельхок                       | Team BMW Motorsport                                                     | BMW V12 LMR                                                             | 365                                                                     | 4968 км                                                                 |
| 1998         | Лоран Айелло Алан МакНіш Стефан Ортеллі                                 | Porsche AG                                                              | Porsche 911 GT1-98                                                      | 351                                                                     | 4773.18 км                                                              |
| 1997         | Мікелє Альборето { Стефан Юханссон Том Кристенсен                       | Joest Racing                                                            | TWR Porsche WSC-95                                                      | 361                                                                     | 4909.6 км                                                               |
| 1996         | Мануэль Ройтер Davy Jones Александер Вурц                               | Joest Racing                                                            | TWR Porsche WSC-95                                                      | 354                                                                     | 4814.4 км                                                               |
| 1995         | Яннік Дальма Юркі Ярвілехто Масанорі Секійя                             | Kokusai Kaihatsu Racing                                                 | McLaren F1 GTR                                                          | 298                                                                     | 4055.8 км                                                               |
| 1994         | Яннік Дальма Харлі Хейвуд Мауро Бальді                                  | Le Mans Porsche Team                                                    | Dauer 962 Le Mans                                                       | 344                                                                     | 4678.4 км                                                               |
| 1993         | Джефф Бребем Крістоф Бушу Ерік Еларі                                    | Peugeot Talbot Sport                                                    | Peugeot 905 Evo 1B                                                      | 375                                                                     | 5100 км                                                                 |
| 1992         | Дерек Уорік Яннік Дальма Марк Бланделл                                  | Peugeot Talbot Sport                                                    | Peugeot 905 Evo 1B                                                      | 352                                                                     | 4787.2 км                                                               |
| 1991         | Фолькер Вайдлер Джоні Херберт Бертран Гашо                              | Mazdaspeed Co. Ltd.                                                     | Mazda 787B                                                              | 362                                                                     | 4922.81 км                                                              |
| 1990         | Джон Нільсен Price Cobb Мартін Брандл                                   | Silk Cut Jaguar (TWR)                                                   | Jaguar XJR-12                                                           | 359                                                                     | 4882.4 км                                                               |
| 1989         | Йохен Масс Мануель Ройтер Stanley Dickens                               | Team Sauber Mercedes                                                    | Sauber C9-Mercedes-Benz                                                 | 389                                                                     | 5265.115 км                                                             |
| 1988         | Ян Ламмерс Джоні Дамфриз Andy Wallace                                   | Silk Cut Jaguar (TWR)                                                   | Jaguar XJR-9LM                                                          | 394                                                                     | 5332.97 км                                                              |
| 1987         | Derek Bell Ханс-Йоахім Штук Al Holbert                                  | Rothmans Porsche AG                                                     | Porsche 962C                                                            | 354                                                                     | 4791.9 км                                                               |
| 1986         | Дерек Белл Ханс-Йоахім Штук Al Holbert                                  | Rothmans Porsche AG                                                     | Porsche 962C                                                            | 367                                                                     | 4972.731 км                                                             |
| 1985         | Клаус Людвіг Paolo Barilla Louis Krages                                 | Joest Racing                                                            | Porsche 956                                                             | 373                                                                     | 5088.507 км                                                             |
| 1984         | Клаус Людвіг Анрі Пескароло                                             | Joest Racing                                                            | Porsche 956                                                             | 359                                                                     | 4900.276 км                                                             |
| 1983         | Vern Schuppan Al Holbert Hurley Haywood                                 | Rothmans Porsche                                                        | Porsche 956                                                             | 370                                                                     | 5047.934 км                                                             |
| 1982         | Жакі Ікс Дерек Белл                                                     | Rothmans Porsche System                                                 | Porsche 956                                                             | 359                                                                     | 4899.086 км                                                             |
| 1981         | Жакі Ікс Дерек Белл                                                     | Porsche System                                                          | Porsche 936                                                             | 354                                                                     | 4825.348 км                                                             |
| 1980         | Jean Rondeau Jean-Pierre Jaussaud                                       | Jean Rondeau                                                            | Rondeau M379B-Ford Cosworth                                             | 338                                                                     | 4608.02 км                                                              |
| 1979         | Клаус Людвіг Bill Whittington Don Whittington                           | Porsche Kremer Racing                                                   | Porsche 935 K3                                                          | 307                                                                     | 4173.93 км                                                              |
| 1978         | Jean-Pierre Jaussaud Дідьє Піроні                                       | Renault Sport                                                           | Renault Alpine A442B                                                    | 369                                                                     | 5044.53 км                                                              |
| 1977         | Жакі Ікс Hurley Haywood Jürgen Barth                                    | Martini Racing Porsche System                                           | Porsche 936                                                             | 342                                                                     | 4671.83 км                                                              |
| 1976         | Жакі Ікс Gijs van Lennep                                                | Martini Racing Porsche System                                           | Porsche 936                                                             | 349                                                                     | 4769.923 км                                                             |
| 1975         | Жакі Ікс Дерек Белл                                                     | Gulf Research Racing Co.                                                | Mirage GR8-Ford Cosworth                                                | 336                                                                     | 4594.577 км                                                             |
| 1974         | Анрі Пескароло Жерар Лярусс                                             | Equipe Gitanes                                                          | Matra Simca MS670C                                                      | 337                                                                     | 4606.571 км                                                             |
| 1973         | Анрі Пескароло Жерар Лярусс                                             | Equipe Matra-Simca Shell                                                | Matra Simca MS670B                                                      | 355                                                                     | 4853.945 км                                                             |
| 1972         | Анрі Пескароло Грем Хілл                                                | Equipe Matra-Simca Shell                                                | Matra Simca MS670                                                       | 344                                                                     | 4691.343 км                                                             |
| 1971         | Гельмут Марко Gijs van Lennep                                           | Martini Racing Team                                                     | Porsche 917K                                                            | 397                                                                     | 5335.313 км                                                             |
| 1970         | Ганс Геррманн Richard Attwood                                           | Porsche KG Salzburg                                                     | Porsche 917K                                                            | 343                                                                     | 4607.81 км                                                              |
| 1969         | Жакі Ікс Jackie Oliver                                                  | J.W. Automotive Engineering                                             | Ford GT40 Mk. I                                                         | 372                                                                     | 4997.88 км                                                              |
| 1968         | Pedro Rodriguez Lucien Bianchi                                          | J.W. Automotive Engineering                                             | Ford GT40 Mk. I                                                         | 331                                                                     | 4452.88 км                                                              |
| 1967         | Ден Герні A.J. Foyt                                                     | Shelby-American Inc.                                                    | Ford GT40 Mk. IV                                                        | 388                                                                     | 5232.9 км                                                               |
| 1966         | Брюс Макларен Кріс Еймон                                                | Shelby-American Inc.                                                    | Ford GT40 Mk. II                                                        | 360                                                                     | 4843.09 км                                                              |
| 1965         | Йохен Ріндт Masten Gregory                                              | North American Racing Team (NART)                                       | Ferrari 250LM                                                           | 348                                                                     | 4677.11 км                                                              |
| 1964         | Jean Guichet Nino Vaccarella                                            | SpA Ferrari SEFAC                                                       | Ferrari 275P                                                            | 349                                                                     | 4695.31 км                                                              |
| 1963         | Ludovico Scarfiotti Лоренцо Бандіні                                     | SpA Ferrari SEFAC                                                       | Ferrari 250P                                                            | 339                                                                     | 4561.71 км                                                              |
| 1962         | Olivier Gendebien Філ Хілл                                              | SpA Ferrari SEFAC                                                       | Ferrari 330 TRI/LM Spyder                                               | 331                                                                     | 4451.255 км                                                             |
| 1961         | Olivier Gendebien Філ Хілл                                              | Scuderia Ferrari                                                        | Ferrari 250 TRI/61                                                      | 333                                                                     | 4476.58 км                                                              |
| 1960         | Olivier Gendebien Поль Фрьор                                            | Scuderia Ferrari                                                        | Ferrari 250 TR59/60                                                     | 314                                                                     | 4217.527 км                                                             |
| 1959         | Керролл Шелбі Roy Salvadori                                             | David Brown Racing Dept.                                                | Aston Martin DBR1                                                       | 323                                                                     | 4347.9 км                                                               |
| 1958         | Olivier Gendebien Філ Хілл                                              | Scuderia Ferrari                                                        | Ferrari 250 TR58                                                        | 305                                                                     | 4101.926 км                                                             |
| 1957         | Ron Flockhart Ivor Bueb                                                 | Ecurie Ecosse                                                           | Jaguar D-Type                                                           | 327                                                                     | 4397.108 км                                                             |
| 1956         | Ron Flockhart Ninian Sanderson                                          | Ecurie Ecosse                                                           | Jaguar D-Type                                                           | 300                                                                     | 4034.939 км                                                             |
| 1955         | Майк Хоторн Ivor Bueb                                                   | Jaguar Cars Ltd.                                                        | Jaguar D-Type                                                           | 307                                                                     | 4135.38 км                                                              |
| 1954         | Хосе Фройлан Гонсалес Моріс Трентіньян                                  | Scuderia Ferrari                                                        | Ferrari 375 Plus                                                        | 302                                                                     | 4061.15 км                                                              |
| 1953         | Tony Rolt Duncan Hamilton                                               | Jaguar Cars Ltd.                                                        | Jaguar C-Type                                                           | 304                                                                     | 4088.064 км                                                             |
| 1952         | Герман Лянг Фріц Рісс                                                   | Daimler-Benz A.G.                                                       | Mercedes-Benz 300SL                                                     | 277                                                                     | 3733.839 км                                                             |
| 1951         | Peter Walker Peter Whitehead                                            | Peter Walker                                                            | Jaguar XK-120C                                                          | 267                                                                     | 3611.193 км                                                             |
| 1950         | Луї Розьє Жан-Луї Розьє                                                 | Луї Розьє                                                               | Talbot-Lago T26 Grand Sport                                             | 256                                                                     | 3465.12 км                                                              |
| 1949         | Luigi Chinetti Peter Mitchell-Thomson                                   | Lord Selsdon                                                            | Ferrari 166MM                                                           | 235                                                                     | 3178.299 км                                                             |
| 1948 по 1940 | Перегони скасовано через Другу світову війну і французьку реконструкцію | Перегони скасовано через Другу світову війну і французьку реконструкцію | Перегони скасовано через Другу світову війну і французьку реконструкцію | Перегони скасовано через Другу світову війну і французьку реконструкцію | Перегони скасовано через Другу світову війну і французьку реконструкцію |
| 1939         | Жан-П'єр Вімілль П'єр Вейрон                                            | Жан-П'єр Вімілль                                                        | Bugatti Type 57S Tank                                                   | 248                                                                     | 3354.76 км                                                              |
| 1938         | Eugène Chaboud Jean Trémoulet                                           | Eugène Chaboud / Jean Trémoulet                                         | Delahaye 135CS                                                          | 235                                                                     | 3180.94 км                                                              |
| 1937         | Жан-П'єр Вімілль Robert Benoist                                         | Roger Labric                                                            | Bugatti Type 57G Tank                                                   | 243                                                                     | 3287.938 км                                                             |
| 1936         | Перегони скасовано через загальний страйк                               | Перегони скасовано через загальний страйк                               | Перегони скасовано через загальний страйк                               | Перегони скасовано через загальний страйк                               | Перегони скасовано через загальний страйк                               |
| 1935         | Johnny Hindmarsh Luis Fontés                                            | Arthur W. Fox / Charles Nichol                                          | Lagonda M45R Rapide                                                     | 222                                                                     | 3006.797 км                                                             |
| 1934         | Luigi Chinetti Philippe Étancelin                                       | Luigi Chinetti / Philippe Étancelin                                     | Alfa Romeo 8C 2300                                                      | 213                                                                     | 2886.938 км                                                             |
| 1933         | Raymond Sommer Таціо Нуволарі                                           | Soc. Anon. Alfa Romeo                                                   | Alfa Romeo 8C 2300                                                      | 233                                                                     | 3144.038 км                                                             |
| 1932         | Raymond Sommer Luigi Chinetti                                           | Raymond Sommer                                                          | Alfa Romeo 8C 2300                                                      | 218                                                                     | 2954.038 км                                                             |
| 1931         | Earl Howe Henry Birkin                                                  | Earl Howe                                                               | Alfa Romeo 8C 2300                                                      | 184                                                                     | 3017.654 км                                                             |
| 1930         | Woolf Barnato Glen Kidston                                              | Bentley Motors Ltd.                                                     | Bentley Speed Six                                                       | 179                                                                     | 2930.663 км                                                             |
| 1929         | Woolf Barnato Henry Birkin                                              | Bentley Motors Ltd.                                                     | Bentley Speed Six                                                       | 174                                                                     | 2843.83 км                                                              |
| 1928         | Woolf Barnato Bernard Rubin                                             | Bentley Motors Ltd.                                                     | Bentley 4½ Litre                                                        | 154                                                                     | 2669.272 км                                                             |
| 1927         | Dudley Benjafield Sammy Davis                                           | Bentley Motors Ltd.                                                     | Bentley 3 Litre Super Sport                                             | 137                                                                     | 2369.807 км                                                             |
| 1926         | Robert Bloch André Rossignol                                            | No Team Name                                                            | Lorraine-Dietrich B3-6                                                  | 147                                                                     | 2552.414 км                                                             |
| 1925         | Gérard de Courcelles André Rossignol                                    | No Team Name                                                            | Lorraine-Dietrich B3-6                                                  | 129                                                                     | 2233.982 км                                                             |
| 1924         | John Duff Frank Clement                                                 | Duff & Aldington                                                        | Bentley 3 Litre Sport                                                   | 120                                                                     | 2077.341 км                                                             |
| 1923         | André Lagache René Léonard                                              | No Team Name                                                            | Chenard et Walcker Sport                                                | 128                                                                     | 2209.536 км                                                             |

## Катастрофи
- Під час перегонів 11 червня 1955 трапилася найгірша автокатастрофа у світі всіх часів. На другій годині перегонів, по завершенню 35 кола, автомобіль Mercedes-Benz W196 за кермом якого перебував досвідчений французький пілот П'єр Левег (Pierre Levegh), на швидкості понад 220 км/г зіткнуся з Austin-Healey що йшов попереду, злетів у повітря і вдарившись капотом о захисний мур головної трибуни, перевернувся та вибухнув. Уламки авто влетіли в натовп глядачів та «пропрасували» його. Спроби пожежників загасити водою охоплені полум'ям металеві деталі Мерседесу з магнієвих сплавів водою, призвели до ще гірших результатів. Наслідки: 84 загиблих і понад 100 поранених[2][3].

Автоконцерн Мерседес після цього випадку на 30 років пішов з автоспорту. Керівництво перегонів та міжнародна федерація автоспорту докорінно переглянула умови безпеки та змінила технічний регламент змагань.

## Виноски
1. ↑  The track layout. Архів оригіналу за 14 травня 2020. Процитовано 18 листопада 2019.
2. ↑  Austin Healey History [Архівовано 20 липня 2011 у Wayback Machine.](англ.)
3. ↑  youtube: Le Mans Disaster (1955) [Архівовано 17 червня 2020 у Wayback Machine.]
4. ↑  Більше про аварію 1955 року